# 第21步兵師 (德國國防軍)
德國國防軍陸軍第21步兵師（德語：21. Infanterie-Division）是威瑪共和國防衛軍陸軍、納粹德國國防軍陸軍的一個步兵師。該師於1934年10月在東普魯士埃爾賓組建。
第二次世界大戰期間，該師參與入侵波蘭、入侵法國行動。1941年6月，該師參與巴巴羅薩行動，此後一直在東線作戰。
該師最後於1945年5月解散。

## 註腳
1. ↑  Mitcham（2007年）